# Yelena Lev
Yelena Lev o Elena Lev (Moscú, Rusia 1 de diciembre de 1981) es una gimnasta profesional y artista de circo rusa.

## Trayectoria
Creció en Moscú en una familia de artistas de circo. Comenzó su carrera en gimnasia rítmica a muy temprana edad, entrenada por su madre, Yelena Arkadeyvna. 
Se mudó con su familia a Montreal cuando su padre recibió una oferta para participar en el espectáculo Alegría, de la compañía Cirque du Soleil, donde Lev debutó en 1994 con 12 años,y fue miembro hasta 2000. Llegó a ser una de las artistas más reconocidas del espectáculo. En 2002 actuó brevemente en Quidam. 
Trabajó en el espectáculo Wintuk, en el Teatro WaMu en el Madison Square Garden de Nueva York. También en 2002, participó en la apertura de la 75.ª Ceremonia de entrega de los premios Óscar en Los Ángeles junto con artistas del Cirque du Soleil.
Lev vive en Las Vegas, donde su padre, Andréi Lev, es entrenador de trapecio en el espectáculo Mystère de la misma empresa y donde ella realiza su rutina en el espectáculo Zumanity. Se dedica a organizar galas y fiestas también. 
En 2003 tuvo una hija, Varvara. En 2010 contrajo matrimonio con un gimnasta del Cirque du Soleil.

## Actuaciones
- Gira con Moscow Circus (1993 - 1994)
- Cirque du Soleil, Alegría - Hula Hoops (1994 - 2000, 2001, 2004)
- Cirque du Soleil, Quidam - Hula Hoops (2002, 2008)
- Cirque du Soleil, Wintuk - Hula Hoops (2007 - 2009)
- Cirque du Soleil, Zaia - Hula Hoops (enero - febrero de 2009)